# Коле Ангеловски
Никола Коле Ангеловски (Скопље, 14. март 1943) југословенски је и македонски глумац, режисер и сценариста.

## Биографија
Рођен је у породици у којој је мајка била учитељица а отац свештеник, тако да се рано почео бавити рецитовањем и глумом, а у музичку школу је пошао са 7 година. Тетка му је била филмска и позоришна редитељка Тодорка Кондова Зафировска, прва жена редитељ у Македонији. Када се дечак који је глумио у Тодоркиној радио драми разболео, на њен предлог заменио га је Коле и од тада није престао да се бави глумом. Пошто се определио за Факултет драмских уметности у Београду, имао је подршку у породици. Његов отац прота Боривоје је био познат у Скопљу, тако да су Колета одмалена сви познавали. Прочуло се да ће студирати глуму у Београду, а суграђани су коментарисали: "Добро, добро и то је нека школа". Тако је почело.
Прва улога Владе Трефа у филму "Саша" му је донела дебитантску награду у Пули и отворила врата за улоге које су се низале "Лито виловито", "Три", "Доћи и остати", "Човек од свита". За филм “Доћи и остати” (1965) добија Сребрну арену Пулског фестивала. Новије генерације га знају као Мачка иѕ филма "Сабирни центар" чије се реплике и дан данас користе у жаргону.
Временом почиње да се бави режијом, драмским писањем и продукцијом. За свој режијски првенац филм "Уклети смо, Ирина" Коле добија награду Кокан Ракоњац 1973 на Пулском фестивалу.
"Викенд мртваца" комедија из 1988. у његовој режији проглашен је за најгледанији македонски филм икад.
Коле Ангеловски ради и као позоришни режисер и глумац широм Македоније.
Француски је зет, ожењен Жаном са којом има три ћерке, а упознали су се 1965. године, на снимању студентског филма свог пријатеља Мирослава Јокића, Славу је стекао у филмовима Свемирци су криви за све и Дама која убија, у којој је Коле, играо главног начелника полиције у Доњем Милановцу.

## Филмографија
| Год.      | Назив                                 | Улога                      |
| --------- | ------------------------------------- | -------------------------- |
| 1962.     | Саша                                  | Влада Треф                 |
| 1964.     | Код судије за прекршаје               |                            |
| 1964.     | Народни посланик                      | Младен                     |
| 1964.     | Поподне                               |                            |
| 1964.     | Лито виловито                         |                            |
| 1965.     | Доћи и остати                         | Гаса                       |
| 1965.     | Седма тура                            |                            |
| 1965.     | Три                                   |                            |
| 1965.     | Човик од свита                        | Никола                     |
| 1966.     | До победата и по неа                  | Боро                       |
| 1966.     | Коњух планином                        | Пушо                       |
| 1966.     | Сретни умиру двапут                   | Радојица, млади скојевац   |
| 1966.     | Време љубави                          |                            |
| 1967.     | Мементо                               |                            |
| 1967.     | Македонска крвава свадба              | (као Коле Ангеловски)      |
| 1967.     | Да видам, да видам што да бидам       | Диди                       |
| 1967.     | Тврђава силеџија                      | Петер                      |
| 1969.     | Лукава удовица                        |                            |
| 1969.     | Свекник                               |                            |
| 1969.     | Прозори                               |                            |
| 1969.     |                                       |                            |
| 1969.     | Битка на Неретви                      | Жика                       |
| 1970.     | Храњеник                              |                            |
| 1971.     | Жеђ                                   | поп Ефтим                  |
| 1971.     | У гори расте зелен бор                | Маркеза                    |
| 1971.     | Македонски део пакла                  | Цане                       |
| 1973.     | Пикник на фронту                      | Зепо                       |
| 1973.     | Сутјеска                              | партизан                   |
| 1975.     | Познајете ли Павла Плеша?             |                            |
| 1975.     | Синови                                | Слуга Трифун               |
| 1975.     | Светецот од Слатина                   |                            |
| 1975.     | Волшебното самарче                    |                            |
| 1977.     | Нели ти реков (ТВ)                    |                            |
| 1978.     | Златни години                         |                            |
| 1979.     | Наши години (ТВ серија)               | Фискултурничарот           |
| 1980.     | Учителот                              |                            |
| 1980.     | Оловна бригада                        | Стево                      |
| 1981.     | Црвени коњ                            | Шујде                      |
| 1982.     | Јужна стаза                           |                            |
| 1983.     | Црвени коњ (ТВ серија)                |                            |
| 1983.     | Бановић Страхиња                      | Тимотије                   |
| 1984.     | Комедијанти                           | комичар                    |
| 1984.     | Не рекох ли ти                        |                            |
| 1986-1989 | Македонски народни приказни ТВ серија |                            |
| 1987.     | Хајде да се волимо                    | полицајац Гага             |
| 1988.     | Сулуде године                         | Максим Филиповић / МакЛауд |
| 1988.     | Азра                                  |                            |
| 1989.     | Сабирни центар                        | Мачак                      |
| 1990.     | Северна грешка                        |                            |
| 1990.     | Станица обичних возова                |                            |
| 1991.     | У име закона (серија)                 | Зајко Кокорајко            |
| 1991.     | Свемирци су криви за све              | командир милиције          |
| 1991.     | Тесна кожа 4                          |                            |
| 1992.     | Дама која убија                       | Командир                   |
| 1992.     | Заминување од Пасквелија              | Зурло                      |
| 2002.     | Зона Замфирова                        |                            |
| 2003.     | Време за плаћење                      | режисер                    |
| 2007.     | Наша мала клиника                     | Марко, "Љупче"             |
| 2008.     | Неки чудни људи                       |                            |
| 2009.     | Седумка, љубов или смрт               |                            |
| 2015.     | Незрели цреши                         |                            |
| 2016.     | А болката останува                    |                            |
| 2018.     | Ругање со Христос                     |                            |
| 2022.     | Мрак                                  | Монах Живан                |
| 2023.     | Повратак Жикине династије             | Максим Филиповиќ           |